# Markiz de Kondorset
Mari Žan Antoan Nikola de Karitat, Markiz de Kondorset (fr. Marie Jean Antoine Nicolas de Caritat, Marquis de Condorcet; 17. septembar 1743 – 29. mart 1794) poznatiji kao Nikolas de Kondorset, bio je francuski filozof, matematičar i rani politički naučnik, čija metoda podrazumeva da posmatrači izbora biraju kandidata koji će pobediti ostale u takozvanom sistemu glasanja. Za razliku od mnogih njegovih saradnika zalagao se za liberalnu ekonomiju, slobodnu i jednaku javnu instrukciju, konstitucionalizam i jednaka prava zena i ljudi svih rasa. Njegove ideje i dela govore o idealima doba prosvećenosti i racionalizma i ostaju uticajna do današnjeg dana. Umro je misterioznom smrću u zatvoru posle perioda francuske revolucionarne vlasti.

## Mladost
Kondorset je rođen u Ribemontu u Francuskoj i potiče od drevne familije Karitat, koji su preuzeli titulu grada Kondorsea(Condorcet) u Daufinu, u kom su dugo vladali. Obzirom da je u ranim godinama ostao bez oca odgajala ga je njegova religiozna majka. Obrazovao se na Jesuit College u Reimsu i na College de Navarre u Parizu, gde je brzo pokazao svoje intelektualne sposobonosti i stekao svoje prvo odlikovanje u matematici. Kada je imao šesnaest godina, svojim analitičkim sposobnostima stekao je nagradu od Žan le Ronda d'Alemberta (Jean le Rond d’Alembert) i Aleksisa Klairauta (Alexis Clairaut).
Od 1765. do 1774, fokusirao se na nauku. 1765. godine objavio je svoj prvi rad iz oblasti matematike pod naslovom “Essai sur le calcul integral”, koji je poboljšao njegovu matematičku karijeru. Objavio je još nekoliko radova i 25. februara 1769. godine izabran je za Academie royale des Sciences.
Kondorset је 1772. godine objavio je jos jedan rad o integralnom računu. Ubrzo posle upoznao je Džeskeza Targota (Jacques Turgot), francuskog ekonomistu sa kojim se sprijateljio. Targot je bio administrator Kinga Luisa XV (1772) i postao revizor-general finansija Luja XVI (1774). 
Kondorset je radio sa Leonardom Eulerom i Bendžaminom Frenklinom. Ubrzo je postao počasni član mnogih inostranih akademija i filozofskih udruženja uključujući Royal Swedish Academy of Sciences(1785), član američke akademije umetnosti i nauke (1792), takođe i Pruske i Ruske.
Njegove političke ideje, tj. mnoge od njih u kontinuitetu sa Targotovim, su teško kritikovane u svetu, posebno od strane Džona Adamsa (John Adams), koji je napisao dva od tih radova političke filozofije koje se suprotstavljaju Targotovim i Kondorsetovim jednoumnim parlamentom i radikalnoj demokratiji.

## Rana politička karijera
Sa ove tačke gledišta, Kondorset je prebacio fokus sa čiste matematike na filozofiju i politiku. U narednim godinama uzeo je u odbranu ljudska prava generalno, posebno prava žena i crnaca. 
Podržao je novoformirane ideale Ujedinjenih Nacija i predložio projekte političke administrativne i ekonomske reforme namenjene transformaciji Francuske.
Targot je 1776. godine otpušten kao revizor general. Zbog toga, Kondorset podnosi ostavku kao Inspektor General “Monnaie”, ali zahtev je odbijen i on je nastavio službu pre 1791. godine.
Kondorset je kasnije napisao ” Vie de M. Turgot” (1786), a biografija je govorila lepo o Targotu i zalagala se za Targotove ekonomske teorije. Kondorset nastavlja da prima prestižne nagrade: 1777. godine. postaje glavni sekretar Akademije nauka, zadržava poziciju do ukidanja Akademije (1793).

### Kondorsetov paradoks i metod
Kondorset je 1785. godine napisao “Essay on the Application of Analysis to the Probability of Majority Decisions” (esej o primeni analize na verovatnoću većinskih odluka), jedan od njegovih najvažnijih radova. Ovaj rad je opisao nekoliko poznatih rezultata uključujući njegovu teoriju žirija, koja kaže da ako neki član glasačke grupe nije sposoban da donese ispravnu odluku, onda se računa odluka najvećeg broja članova grupe i Kondorsetov paradoks, koji pokazuje da većinska prednost može postati neprelazna sa tri ili više opcija.
Rad takođe prikazuje generički Kondorsetov metod, odluku da simulira mudar par između svih kandidata u izborima. On se ne slaže sa alternativnom metodom nagomilavanja prioriteta za šta se zalagao Žan-Čarls de Bord (Jean-Charles de Borda). Kondorset je bio jedan od prvih koji je sistematski primenio matematiku u društvenim naukama.

## Ostala dela
Kondorset je 1786. godine radio na idejama za diferencijalni i integralni račun, dajući nove postupke beskrajno malih količina – delo koje nikad nije odštampano. 1789. godine objavljuje “Vie de Voltaire”, koje se slaže sa Volterom u njegovom protivljenju crkvi.1798. godine Tomas Maltus je napisao “An Essay on the Principle of Population” (Esej o principu populacije) delimično kao odgovor na Kondorsetovo viđenje “usavršavanja društva” kao što je navedeno u skici istorijskog progresa ljudskog uma. 1781. godine , Kondorset je napisao “Reflections on Negro Slavery”(Razmišljanja o crnačkom ropstvu) u kojem osuđuje ropstvo.

## Francuska revolucija

### Zamenik
Kondorset preuzima vodeću ulogu tokom francuske revolucije 1789. godine , nadajući se racionalnoj rekonstrukciji društva i zalagajući se za mnoge liberalne uzroke. Kao rezultat toga, 1791. je izabran za predstavnika Pariza u skupštini , zatim postaje i sekretar skupštine.
Aprila 1792. Kondorset predstavlja projekat za reformu obrazovnog sistema, sa ciljem da stvori hijerarhijski sistem, pod nadležnošću eksperta, koji bi radili kao čuvari prosvetiteljstva, i koji bi nezavisno od vlasti, bili garanti javnih sloboda. Projekat je osuđen kao suprotnost republičkih i ravnopravnih vrlina, dajući znanje o naciji nad aristokratijom znalaca.
Ustanova je usvojila Kondorsetov dizajn državnog obrazovnog sistema i on je napravio predlog “Burbon” Ustava za novu Francusku. Zalagao se za žensko pravo glasa za novu vladu, pisajući članak za “Journal de la Societe de”(časopis društva) 1789. godine, i objavljivanjem “De l’admission des femes au droit de cite” (za prijem prava građanstva žena) 1790. godine.
Postojala su tri suprotstavljena stava po pitanju pravca u kom je trebalo da ide Francuska, oličena od strane tri političke stranke: umerenih rojalista (Feuillants), republičkih “Girondina” i radikalnih “Montagnarda”, na čelu sa Maksimilijanom Robespjerom. Feulliantsi su želeli da zadrže ustavnu monarhiju koja je razvijena od strane skupštine, dok su druge dve strane bile zagovornik “čišćenja” francuske kraljevske prošlosti, svaka na svoj način. Kondorset je po tom pitanju bio sasvim nezavisan, ali je imao mnogo prijatelja u Girondin stranci. On je predsedavao skupštinu dok su Girondini održali većinu, dok nije zamenjen na nacionalnoj konvenciji, i izabran u cilju kreiranja novog ustava. On je vodio odbor ustava koji je izradio Girondin ustavni projekat. Naređeno je da se ustav štampa ali nije stavljen na glasanje. Kada su Montagnardsi stekli kontrolu nad konvencijom, sami su napisali francuski ustav (1793). U vreme suđenja Luja XVI, Girondini su međutim, izgubili većinu u konvenciji. Kondorset koji se protivio smrtnoj kazni, ali ipak podržavao samo suđenje, izjasnio se protiv izvršenja kralja tokom javnog glasanja na konvenciji . Od tog trenutka on je obično smatran kao Girondin. Montagnardi su postajali sve uticajniji na konvenciji. Jedan on njih, Mari-Žan Ero, član komisije ustava, kao i Kondorset, je pogrešno predstavio mnoge ideje iz Kondorsetovog nacrta i predstavio ono što se naziva Montagnard ustav. Kondorset je kritikovao novi posao, i kao rezultat toga, on je proglašen izdajnikom. Trećeg oktobra 1793. godine. izdat je nalog za Kondorsetovo hapšenje. 

## Hapšenje i smrt
Nalog je naterao Kondorseta na skrivanje. Krio se pet (ili osam) meseci u kući Mme. Verne, u Rue Servandoni, Pariz. Tu je napisao “Esquisse d’un tableau historique des progres de l'esprit humain”( skica za istorijsku sliku o napretku ljudskog duha), koja je posthumno objavljena 1795. i smatra se jednim od glavnih tekstova prosvetljenja i istorijskih misli. Govori o istoriji civilizacije kao jednom od napretka u nauci, pokazuje blisku vezu između naučnog napretka i razvoja ljudskih prava, i navodi karakteristike budućeg racionalong društva.
Ubeđen da više nije bezbedan, napustio je 25. marta 1794. sklonište i pokušao da pobegne u Pariz. Dva dana kasnije uhapšen je u Clamartu i zatvoren u Bourg-la-Rainu. Dva dana nakon toga nađen je mrtav u svojoj ćeliji. Najšire prihvaćena teorija je da ga je otrovao njegov prijatelj Pjer Žan Džordž Kabanis. Međutim, neki istoričari veruju da je možda ubijen zato što je bio previše voljen i poštovan da bi bio uhapšen. Jean Pierre Brancourt (u svom delu “L'elite, la mort et la revolution”) tvrdi da je Condorcet ubijen mešavinom stramoniuma i opijuma. 
Kondorset je simbolično sahranjen u Panteonu 1989. u čast dvadesetogodišnjice francuske revolucije i njegove figure u prosvetiteljstvu. Međutim njegov kovčeg je bio prazan. Sahranjen je u zajedničkom groblju u Bourg-la-Reinu, a njegovi posmrtni ostaci su se izgubili tokom XIX veka.

## Porodica
Godine 1786, Kondorset je oženio Sofi (Sophie de Grouchy), koja je bila mlađa od njega više od dvadeset godina. Njegova žena, smatrana za najlepšu ženu tih vremena, postala je uspešna domaćica kao “madame de Condorcet“(madam Kondorset), takođe i uspešni prevodilac Tomasa Pejna (Thomas Paine) i Adama Smita (Adam Smith). Bila je inteligentna, obrazovana i tečno je govorila engleski i italijanski. Njihova ljubav je bila jaka, i Sofi (Sophie) je redovno posećivala svog muža tokom skrivanja. Na insistiranju Kondorseta i Kabanisa, koji su želeli da zaštite imovinu i finansijski obezbede Sofi i njihovu mladu ćerku , Elizu (Louise 'Eliza' Alexandrin). Sofi je ostala udovica sa svojom četvorogodišnjom ćerkom Elizom. Nikada preudana, umrla je 1822. godine nakon što je objavila sve muževljeve radove između 1801. i 1804. godine. Njen rad je nastavila ćerka Eliza Kondorset-O'Konor, supruga bivšeg velikana Irca Artura O'Konora (Arthur O'Connor). Kondorset-O'Konor donosi izmenjeno i dopunjeno izdanje između 1847. i 1849. godine.

## Ideja progresa
Kondorsetova skica za istorijsku sliku napretka ljudskog duha je bila možda najuticajnija formulacija ideje progresa koja je ikada napisana. To je težište prosvetljenja misli. On tvrdi da bi širenje znanja u prirodnjoj i društvenoj nauci dovelo do sve pravednijeg sveta individualne prirode, materijalnog bogastva i moralnog saosećanja. Zalagao se za tri opšte propozicije: proslost otkriva naredbu koja bi mogla biti shvaćena u smislu progresivnog razvoja ljudskih mogućnosti, pokazuje trenutno stanje čovečanstva koje je neophodni ustav moralnog sastava tog čovečanstva; da napredak prirodne nauke mora biti praćen napretkom moralne i političke nauke i ništa manje siguran od političkih revolucija; da su društvena zla rezultati neznanja i grešaka pre nego posledica ljudske prirode. Kondorsetovi radovi su ključ doprinosa francuskog prosvetiteljstva, posebno njegov rad “Ideje napretka”. 
Kondorset veruje da se kroz korišćenje naših čula i komunikacije sa drugima, znanje može koristiti kao način analiziranja našeg sistema verovanja i razumevanja. Nijedan od Kondersetovih radova se ne odnosi na religijsko verovanje tj. verovanje u Boga, koje se meša u ljudske odnose. Kondorset umesto toga, često piše o njegovoj veri u humanost i to je sposbnost da se napreduje uz pomoć filozofa kao što je Aristotel. Kroz ovu akumulaciju i širenje znanja on veruje da je moguće da svaki čovek shvati sve činjenice o prirodnom svetu. Prosvetljenje prirodnog sveta podstaklo je prosvetljenje društvenog i političkog sveta. Veruje da nema definicije savršenog ljudskog postojanja i da napredak ljudske rase može biti neizbežan tokom našeg čitavog postojanja. On je zamislio čoveka kako neprekidno napreduje ka utopijskom društvu. Kako god, naglasio je da se ljudi moraju ujediniti bez obzira na rasu, religiju i kulturu.

## Građanska dužnost
Za Konderseta je republikanizam potreban naciji da prosvetli građane i obrazovanju je potrebna demokratija da postanu istinski javni. Demokratija podrazumeva slobodne građane i neznanje koje je bilo izvor ropstva. Građani su morali da obezbede potrebna znanja da bi bili slobodni i da razumeju prava i zakone, što im garantuje uživanje. Mada, obrazovanje nije moglo da eliminiše razlike u talentu svih građana, uključujući i žene. Za razliku od onih koji su se oslanjali na revolucionarni entuzijazam za stvaranje novih građana, Kondorset je tvrdio da revolucija nije napravljena da traje i da revolucionarne institucije nisu bile namenjene da produže revolucionarno iskustvo, već da uspostave politička pravila i pravne mehanizme koji bi obezbedili buduće promene bez revolucija. Javno obrazovanje potiče od slobodnih i odgovornih građana a ne od revolucionara.